# Roberto Murolo e la sua chitarra (2ª selezione di successi)
Roberto Murolo e la sua chitarra (2ª selezione di successi) è un album 33 giri del cantante Roberto Murolo pubblicato nel 1955.

## Tracce

### Lato A
1. Chi S' Annammora 'e Te
2. Ll' Ultimi Rrose
3. Guapparia
4. Mandulinata A Napule

### Lato B
1. Torna Pulicenella
2. Desiderio 'e Sole
3. 'A Bumbuniera Mia
4. Fravula Fra